# Something in the Dirt
Something in the Dirt ist eine Horrorkomödie von Justin Benson und Aaron Moorhead, die im Januar 2022 beim Sundance Film Festival ihre Premiere feierte und Anfang November 2022 in die US-Kinos kam.

## Handlung
Levi Danube und John Daniels sind Freunde und Nachbarn. Levi arbeitet als Barkeeper, neigt dazu, zu viel zu trinken und ist der entspanntere der beiden Freunde. Seine Wohnung ist nur spärlich eingerichtet. John ist als Fotograf tätig und gerade wieder Single.
Eines Nachmittags bemerken sie seltsame Lichter über dem Wohnkomplex in Los Angeles und einen schwebenden Kristall. Sie beschließen, gemeinsam einen Dokumentarfilm über diese bizarren Ereignisse zu drehen. Zunächst gehen die beiden davon aus, dass ein Geist im Spiel sein muss. Es könnten aber auch Aliens sein, möglicherweise auch eine mysteriöse Geheimgesellschaft oder aber Magie. Beim Aufklären derartiger seltsamer Phänomene in der Stadt gerät jedoch ihre Freundschaft ins Wanken.

## Produktion

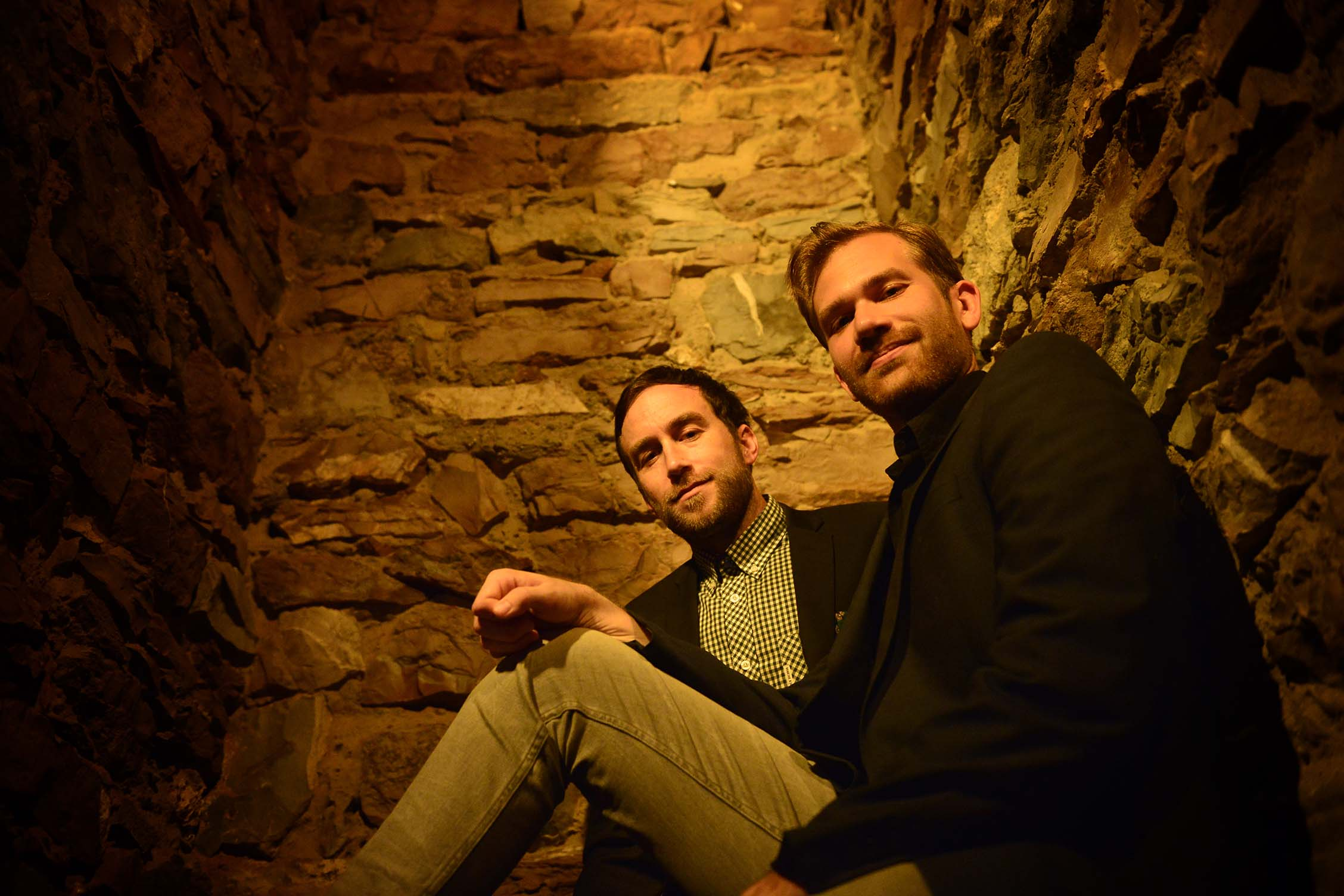
Justin Benson und Aaron Moorhead realisierten gemeinsam bereits unter anderem die Filme Spring, The Endless und Synchronic

Regie führten Justin Benson und Aaron Moorhead. Sie sind auch in den Rollen von Levi Danube und John Daniels zu sehen.
Die Aufnahmen entstanden in Bensons Wohnung. Für den Filmschnitt arbeiteten Benson und Moorhead wie bei ihren gemeinsamen Filmen Spring und Synchronic mit Michael Felker zusammen.
Die Filmmusik komponierte Jimmy LaValle, der bereits für Synchronic mit Benson und Moorhead zusammenarbeitete. Das Soundtrack-Album mit insgesamt 27 Musikstücken wurde am 4. November 2022 von Node Records als Download veröffentlicht.
Die Premiere erfolgte am 23. Januar 2022 beim Sundance Film Festival. Anfang Juli 2022 wurde Something in the Dirt beim Neuchâtel International Fantastic Film Festival vorgestellt. Im September 2022 wurde er beim Fantasy Filmfest gezeigt, hiernach beim Calgary International Film Festival und Anfang Oktober 2022 beim Beyond Fest erstmals in den USA. Ebenfalls im Oktober 2022 erfolgten Vorstellungen beim Sitges Film Festival. Mitte Oktober 2022 wurde von XYZ Films der erste Trailer vorgestellt. Dieser ist mit der Ode An die Freude unterlegt. Am 4. November 2022 kam der Film in ausgewählte US-Kinos. Der Kinostart in Deutschland erfolgte am 28. September 2023.

## Rezeption

### Kritiken
Der Film konnte bislang 91 Prozent aller bei Rotten Tomatoes erfassten Kritiker überzeugen bei einer durchschnittlichen Bewertung mit 7,6 von 10 möglichen Punkten. Auf Metacritic erhielt der Film einen Metascore von 76 von 100 möglichen Punkten.
Chris Evangelista von SlashFilm schreibt, der Film fühle sich beim Schauen an, als habe jemand jede auch noch so schlechte Dokumentation über die Freimaurer, das Rosenkreuzertum, das Bermuda-Dreieck, UFOs, Geister, alternative Dimensionen, Psychokinese und anderen, die im History Channel zu finden waren in einen Mixer gesteckt und wiederholt die PULSE-Taste gedrückt. Es habe aber auch etwas Seltsames und Charmantes, diesen beiden Typen dabei zuzusehen, wie sie Verschwörungstheorien hin und her treiben. COVID-19 werde im Film nie erwähnt, aber es sei schwer, die ständig wechselnden, falsch erscheinenden Verschwörungstheorien, denen die beiden Hauptfiguren nachgehen, von derzeitigen Aussagen wie „Wen interessiert es, was die Experten sagen? Ich mache meine eigene Forschung!“ zu unterscheiden, so Evangelista. Wieder einmal hätten Justin Benson and Aaron Moorhead  bewiesen, dass sie mit einem winzigen Bruchteil des Budgets größerer Hollywood-Filmemacher einen herausragenden, originellen Film produzieren können, und die Filmlandschaft sei mit ihnen ein viel besserer und schöner Ort. 

### Auszeichnungen
Fangoria Chainsaw Awards 2023
- Nominierung als Bester limitierter Kinofilm[15]

Independent Spirit Awards 2023
- Nominierung für den John Cassavetes Award[16]

Neuchâtel International Fantastic Film Festival 2022
- Nominierung im Internationalen Wettbewerb[17]

Sitges Film Festival 2022
- Nominierung im Oficial Fantàstic Competition
- Auszeichnung mit dem Premio de la Crítica José Luis Guarner (Justin Benson und Aaron Moorhead)[18][19]

Sundance Film Festival 2022
- Nominierung für den NEXT Innovator Award (Justin Benson und Aaron Moorhead)